# 玉山古墳
玉山古墳（たまやまこふん、玉山1号墳）は、福島県いわき市四倉町玉山にある古墳。形状は前方後円墳。福島県指定史跡に指定されている。
福島県では第3位、東北地方では第4位の規模の古墳で、4世紀中葉（古墳時代前期）頃の築造と推定される。

## 概要
福島県東部の浜通り地方、仁井田川北岸の支丘陵先端の平坦面に築造された大型前方後円墳である。現在は山麓に建立された至宝山金光寺の裏山になり、墳丘南側は墓地利用されて大きく改変を受けている。これまでに2004-2007年度（平成16-19年度）にいわき市教育委員会による発掘調査が実施されている。
墳形は前方後円形で、前方部を西方に向ける。墳丘は後円部では3段築成であるが、前方部では旧状不明瞭で段築不明。墳丘長は112メートルを測り、福島県では第3位、東北地方では第4位の規模になる。墳丘外表では葺石が認められる一方、埴輪は認められず、墳丘周囲では周溝も認められていない。埋葬施設は未調査のため明らかではない。出土遺物としては二重口縁壺（底部穿孔壺）等の土器片がある。
この玉山古墳は、出土土器より古墳時代前期後葉-末葉の4世紀中葉頃の築造と推定される。当時は東北地方南部で古墳が大型化する時期とされ、時期差はあるが本古墳と同等規模の会津大塚山古墳（福島県会津若松市、114メートル）・遠見塚古墳（宮城県仙台市、110メートル）との関連性が指摘される。また梵天山古墳（茨城県常陸太田市）から本古墳の地域までは大型古墳の空白地であるとともに、本古墳は大型・3段築成・葺石という要素を持つことから、被葬者はヤマト王権と結びついて交通の要衝である当地を押さえ、一帯を広域的に支配した様子が示唆される。
古墳域は1980年（昭和55年）に福島県指定史跡に指定されている。

## 遺跡歴
- 宝暦年間の『至宝山金光寺縁起』に、金光寺北山に開山上人ゆかりの品の埋葬の旨の記述。墳丘上には宝暦13年（1763年）銘の供養塔が所在[2]。
- 1940年（昭和15年）、佐久良春彦による紹介[2]。
- 1979年（昭和54年）、測量調査[2]。
- 1980年（昭和55年）3月28日、福島県指定史跡に指定[3]。
- 2004-2007年度（平成16-19年度）、範囲確認の測量調査・発掘調査（いわき市教育委員会、2009年（平成21年）に報告書刊行）[2]。

## 墳丘
墳丘の規模は次の通り（2004-2007年度（平成16-19年度）の調査値）。
- 墳丘長：約112メートル
- 後円部 - 3段築成。
  - 直径：約60メートル
  - 高さ：約10メートル
- 前方部 - 段築不明。
  - 長さ：約54メートル
  - 高さ：約6メートル

墳丘長に関してはかつて118メートルという数字が知られたが、発掘調査による葺石基底石を押さえた規模としては上記の値に修正される。ただし墳丘の造作は葺石の外側にも延びていることから、墳丘は上記の値よりも大きくなる可能性がある。また現在は墳丘の南側が墓地化して詳細不明であるほか、北側でも特に前方部で旧状から大きく改変を受けていることが判明している。
なお、墳丘裾部では1間×2間の建物状遺構が検出されており、これはモガリ（殯）儀礼を行う喪屋的施設の可能性があるとして注目される。

## 文化財

### 福島県指定文化財
- 史跡
  - 玉山古墳 - 1980年（昭和55年）3月28日指定[3]。

## 関連文献
（記事執筆に使用していない関連文献）
- 財団法人いわき市教育文化事業団編 編『玉山古墳 -平成16年度範囲確認調査概報-』いわき市教育委員会、2005年。
- 財団法人いわき市教育文化事業団編 編『玉山古墳 -平成17年度範囲確認調査概報-』いわき市教育委員会、2006年。
- 財団法人いわき市教育文化事業団編 編『玉山古墳 -平成18年度範囲確認調査概報-』いわき市教育委員会、2007年。
- 財団法人いわき市教育文化事業団編 編『玉山古墳 -平成19年度範囲確認調査概報-』いわき市教育委員会、2008年。